# Aiguille de Triolet
A Aiguille de Triolet é um cume que faz fronteira entre o Vale de Aosta em Itália e Ródano-Alpes em França. Situa-se no Maciço do Monte Branco, fecha o circo dos glaciares; glaciar de Talèfre, glaciar de Triolet e  glaciar de Pré de Bar .
A agulha de Triolet é citada no n.º 88 das 100 mais belas corridas de montanha.

## Ascensões
- 1874 - Primeira ascensão por J. A. G. Marshall, Ulrich Almer e Johann Fisher pela vertente do Pré-Le-Bar
- 1900 - Abertura da via normal do lado francês pelo glaciar de Talèfre, por Thomas Maischberger, Hainrich Pfannl e Franz Zimmer
- 1905 - Aresta nordeste a partir da brecha do Domino, por Émile Fontaine, Jean Ravanel e Léon Tournier
- 1907 - Via Sechehaye, por Adrien Sechehaye e L. Berthoud
- 1931 - Face norte por Robert Gréloz e André Roch
- 1960 - Brecha do Triolet, 3611 m, por René Desmaison e Yves Pollet-Villard

## Características
Aiguille de Triolet: Face N - voie Gréloz/Roch, vindo do Refúgio de Argentière 
- Altitude min./máx.: 2771m / 3870m
- Desnível: 1150 m
- Orientação principal: norte
- Cotação global: D
- Cotação de gelo: 2